# Michael Schuler
Michael Schuler (Würzburg, Alemania, 8 de noviembre de 1901-Nueva York, enero de 1974) fue un gimnasta artístico nacido alemán nacionalizado estadounidense, subcampeón olímpico en Los Ángeles 1932 en el concurso por equipos.

## Carrera deportiva
En las Olimpiadas de Los Ángeles 1932 ganó la plata en el concurso por equipos, quedando situados por detrás de los italianos y por delante de los finlandeses, y siendo sus compañeros de equipo: Frank Cumiskey, Al Jochim, Fred Meyer y Frank Haubold. 